# Bildstock (Lahm, Richtung Hesselbach)

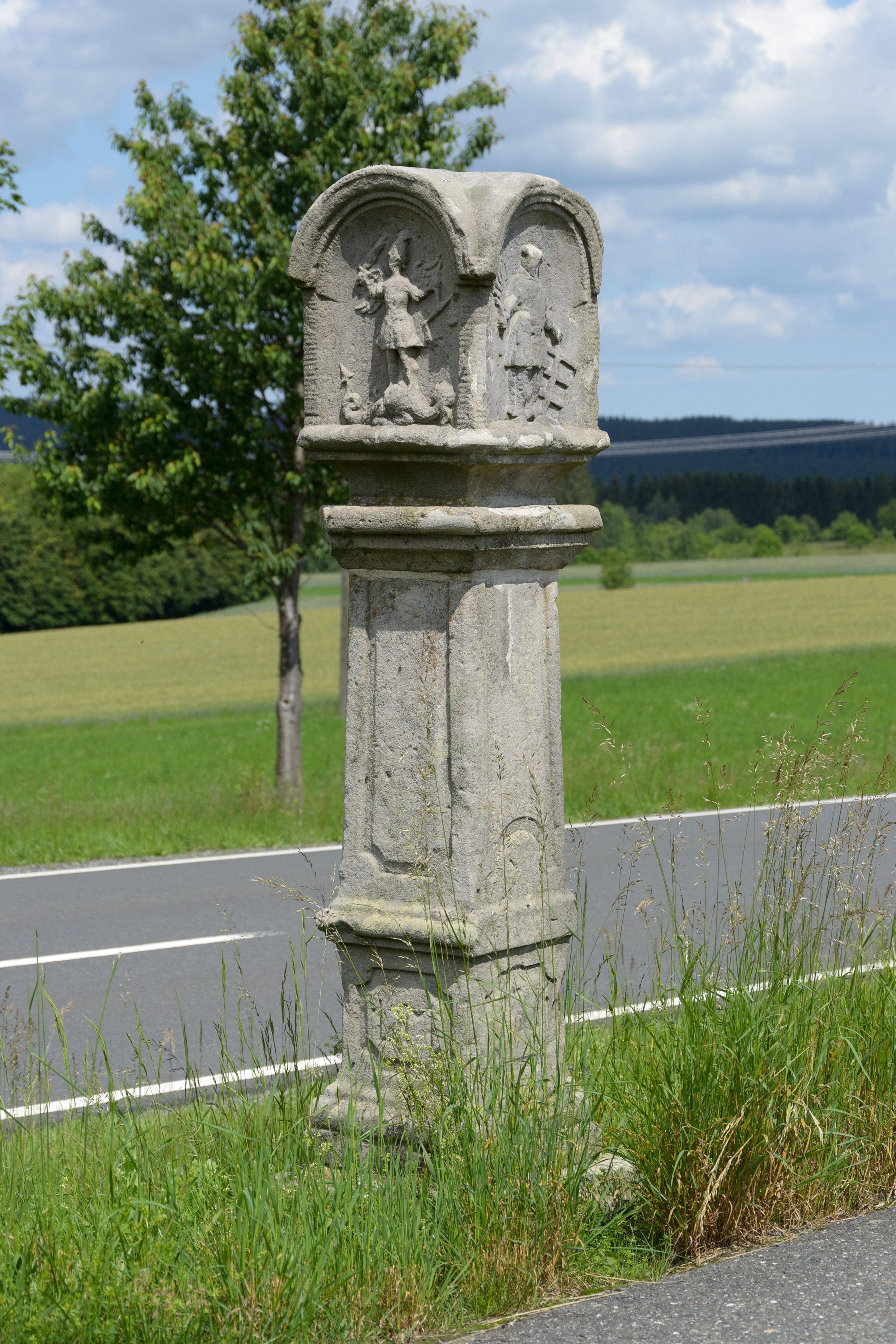
Bildstock an der Straße von Lahm nach Hesselbach

Der Bildstock an der Straße von Lahm nach Hesselbach ist ein als Baudenkmal geschütztes Kleindenkmal bei Lahm, einem Gemeindeteil der im oberfränkischen Landkreis Kronach gelegenen Gemeinde Wilhelmsthal.

## Beschreibung
Der im 18. Jahrhundert aus Sandstein gefertigte Bildstock steht rund 450 Meter südlich des Ortes Lahm links neben der Staatsstraße St 2200 in Richtung Hesselbach. Der auf vier Seiten gefelderte kurze Pfeilerschaft steht auf einem konkav-konvex profilierten Sockel, der ins Erdreich eingesunken ist. Im unteren Feld an der Westseite sind die Initialen „LM“ eingemeißelt. Der Pfeiler endet mit einem schlichten Kapitell, auf dem ein von Rundbogen geschlossener Aufsatz ruht. Dessen vier Felder zeigen Darstellungen in Reliefform: An der Westseite die Krönung Mariens, Richtung Süden den Erzengel Michael, an der Ostseite den heiligen Laurentius und Richtung Norden die Schmerzhafte Muttergottes. Anlass für die Errichtung des Flurdenkmals war ein Kind, das beim Viehhüten in der Umgebung des Ortes in den Flammen eines Kartoffelfeuers verbrannt sein soll.